# تاج و لنگر

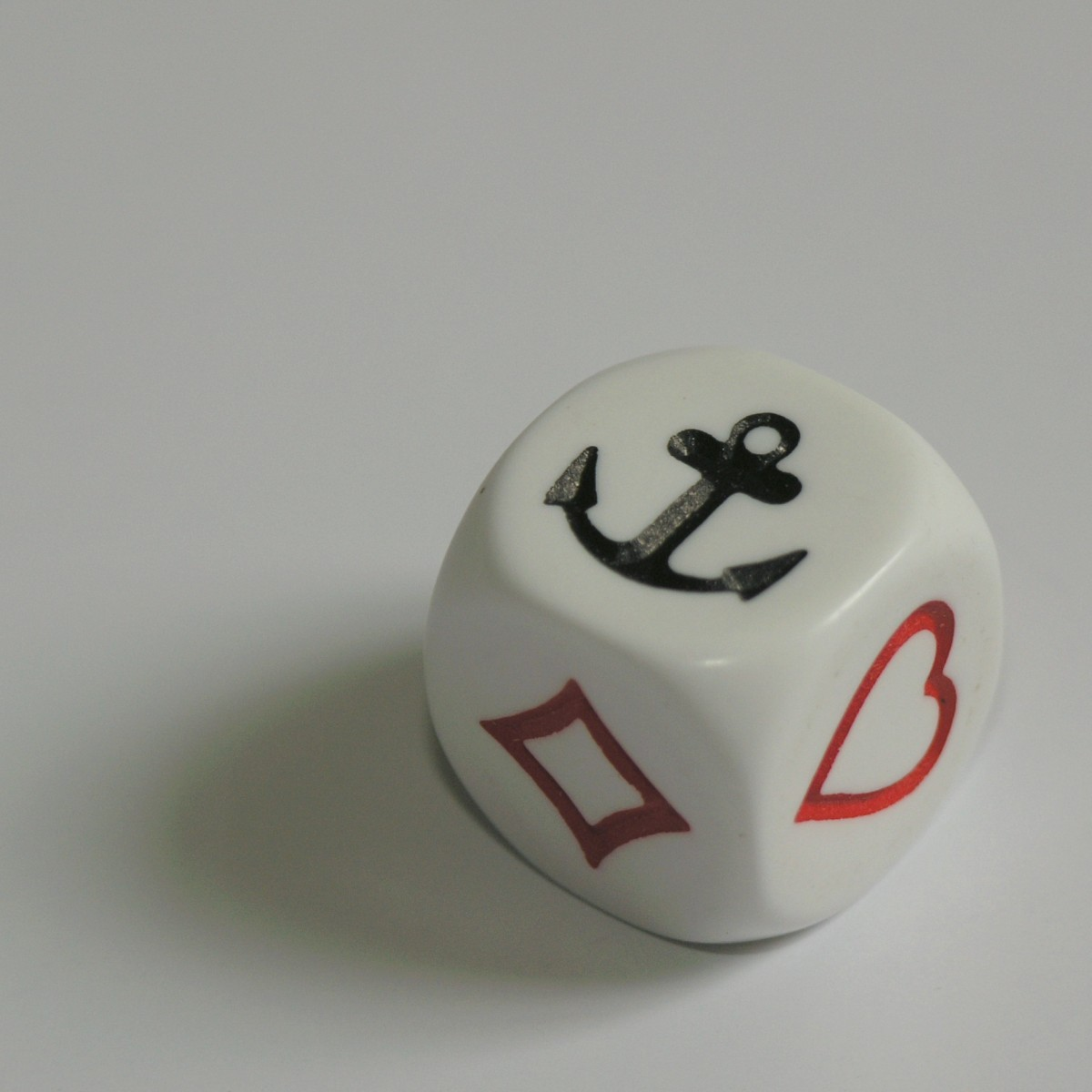
یک تاس تاج و لنگر

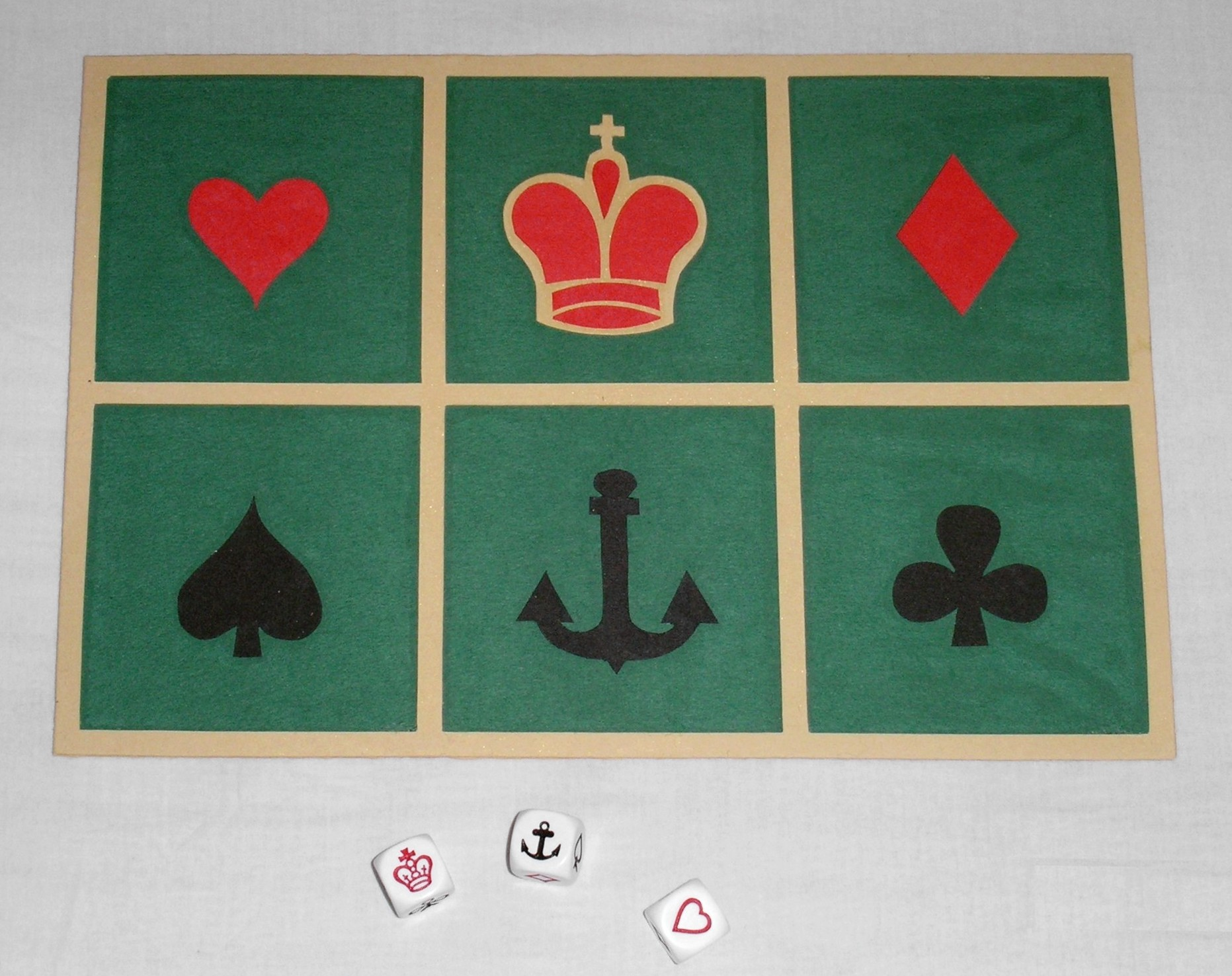
تشک و تاسِ تاج و لنگر

تاج و لنگر یک بازی تاس ساده است که به‌طور سنتی برای مقاصد قمار توسط ملوانان در نیروی دریایی سلطنتی و همچنین در ناوگان تجاری و ماهیگیری بریتانیا انجام می‌شود.

## تاریخچه
این بازی در قرن 18 آغاز شد.
هنوز هم در جزایر مانش و برمودا محبوب است، اما به شدت کنترل می‌شود و ممکن است فقط در مناسبت‌های خاصی مانند نمایش‌های کشاورزی جزایر مانش یا جشن‌های سالانه روز آزادی   یا کریکت مسابقه جام حذفی سالانه برمودا پخش شود. 
در تاج و لنگر از سه تاس مخصوص استفاده شده است. اندازه و شکل تاس ها با تاس های استاندارد برابر است، اما به جای یک تا شش پیپ، با شش علامت علامت گذاری می شوند: تاج، لنگر، الماس، بیل، چماق و قلب. (چهار مورد آخر همان نمادهایی هستند که در کارت های بازی استفاده می شود.)

## قوانین بازی
بازی بین یک بازیکن و یک بانکدار انجام می‌شود. یک بوم یا تشک نمدی که با شش علامت مشخص شده‌است برای بازی استفاده می‌شود.
بازیکن روی یک یا چند نماد شرط‌بندی می‌کند و سپس سه تاس را می‌اندازد. اگر روی هر نمادی که روی یک یا چند تاس شرط می‌بندید، بانکدار سهم بازیکن روی آن نماد را برمی‌گرداند، و علاوه بر این، ارزش آن سهام را برای هر نمادی که آن نماد را نشان می‌دهد، پرداخت می‌کند: حتی اگر یکی باشد، پول، ۲:۱ اگر دو، و ۳:۱ اگر سه. اگر نماد بالا نیامد، شرط بازیکن باخته‌است.
بازده مورد انتظار یک شرط ۱ پوندی در یک نماد خاص به صورت زیر محاسبه می‌شود:
- شانس ظاهر شدن نماد روی هیچ‌یک از تاس‌ها (5⁄6) 3 که است۱۲۵⁄۲۱۶. بازیکن در این مورد ۱ پوند از دست می‌دهد.
- شانس بالا آمدن نماد روی یکی از سه تاس C(3،۱) × است۱⁄۶ ×۵⁄۶ ×۵⁄۶، که است۷۵⁄۲۱۶. بازیکن ۱ پوند بعلاوه ۱ پوند بیشتر را پس می‌گیرد.
- شانس بالا آمدن نماد روی دو تا از سه تاس C(3،2) x است۱⁄۶ ×۱⁄۶ ×۵⁄۶، که است۱۵⁄۲۱۶. بازیکن ۱ پوند بعلاوه ۲ پوند بیشتر را پس می‌گیرد.
- شانس بالا آمدن نماد روی هر سه تاس (1⁄6) 3 که می‌باشد۱⁄۲۱۶ بازیکن ۱ پوند بعلاوه ۳ پوند بیشتر را پس می‌گیرد.